# Screen Play
Screen Play ist ein britischer animierter Kurzfilm von Barry Purves aus dem Jahr 1992. Er wurde als Puppentrick in Stop-Motion realisiert. Der Erzähler des Films ist Michael Maloney.

## Handlung
Der Erzähler präsentiert ein japanisches Stück über die junge Takao, die einen Samurai heiraten soll. Sie verliebt sich in den Gärtner Naioki und beide verbringen eine Liebesnacht zusammen. Das Hausmädchen Takakos erwischt beide und der Vater Takakos lässt Naioki verhaften. Der kann entkommen und beide Liebenden fliehen kurz vor der erzwungenen Hochzeit Takakos auf eine Insel. Hier leben sie gemeinsam glücklich zusammen.
Der Erzähler, der durch Maskenwechsel auch Vater und Hausmädchen im Stück war, nimmt seine Erzählermaske ab und ist nun ein alter Mann. Er berichtet, dass die glücklich ausgegangene Geschichte von Takako und Naioki fast so alt wie er selbst ist. Plötzlich erscheinen Krieger und töten den Erzähler und Naioki. Takako nimmt sich an der Seite ihres toten Geliebten das Leben.
Die Kamera fährt zurück und zeigt den Arbeitsplatz des Regisseurs und seine Animationsfläche samt Kamera.

## Auszeichnungen
Screen Play erhielt 1992 auf dem Ottawa International Animation Festival den Media Prize für die beste Objektanimation. Auf dem Brussels International Festival of Fantasy Film erhielt Barry Purves 1993 den Publikumspreis für den besten Kurzfilm sowie 1992 auf dem Krakowski Festiwal Filmowy den Bronzenen Drachen.
Screen Play wurde 1993 für einen Oscar in der Kategorie „Bester animierter Kurzfilm“ nominiert, konnte sich jedoch nicht gegen Mona Lisa Descending a Staircase durchsetzen.